# Küchenmaschine

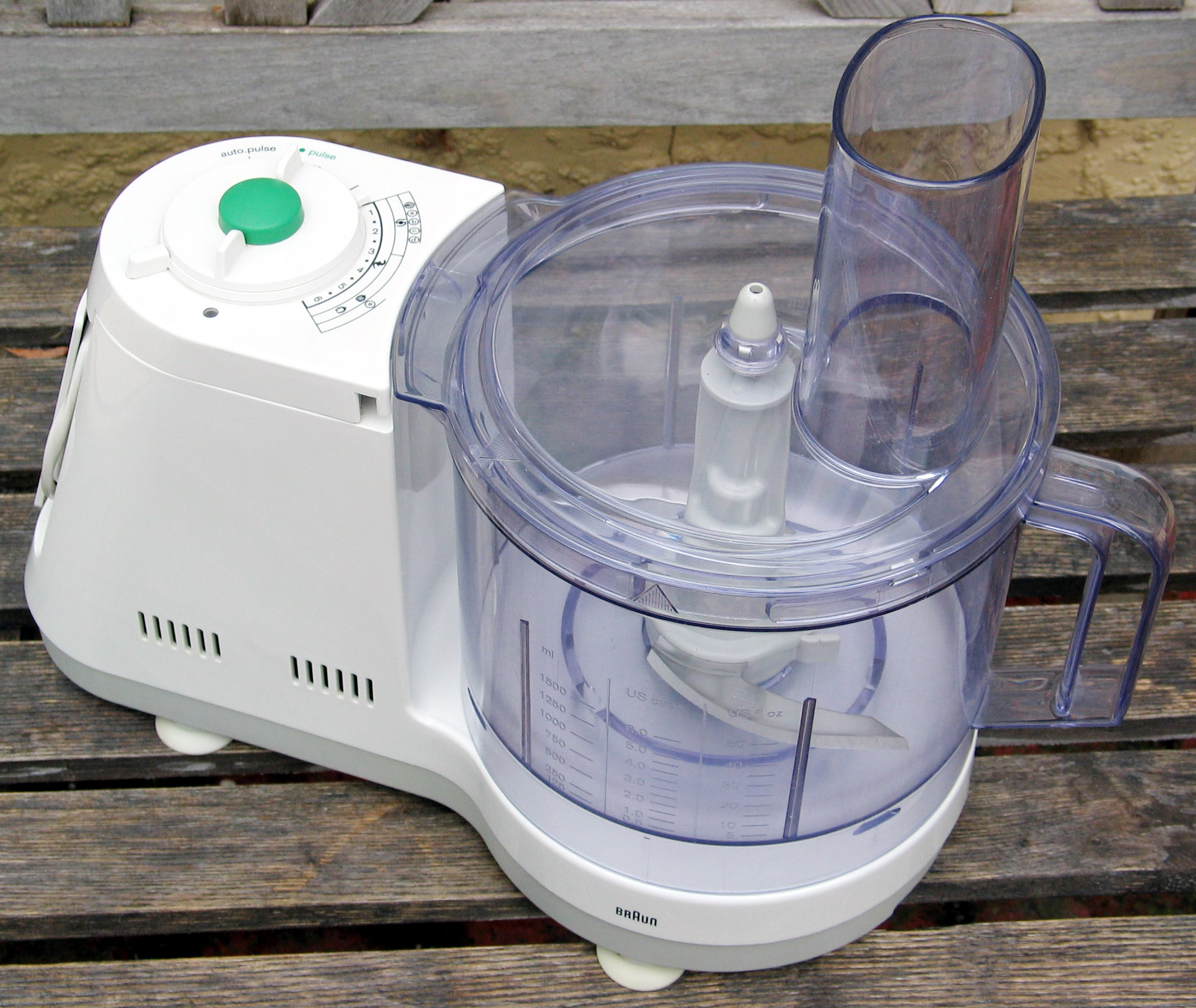
Küchenmaschine Braun Multisystem K1000 aus den 2000ern

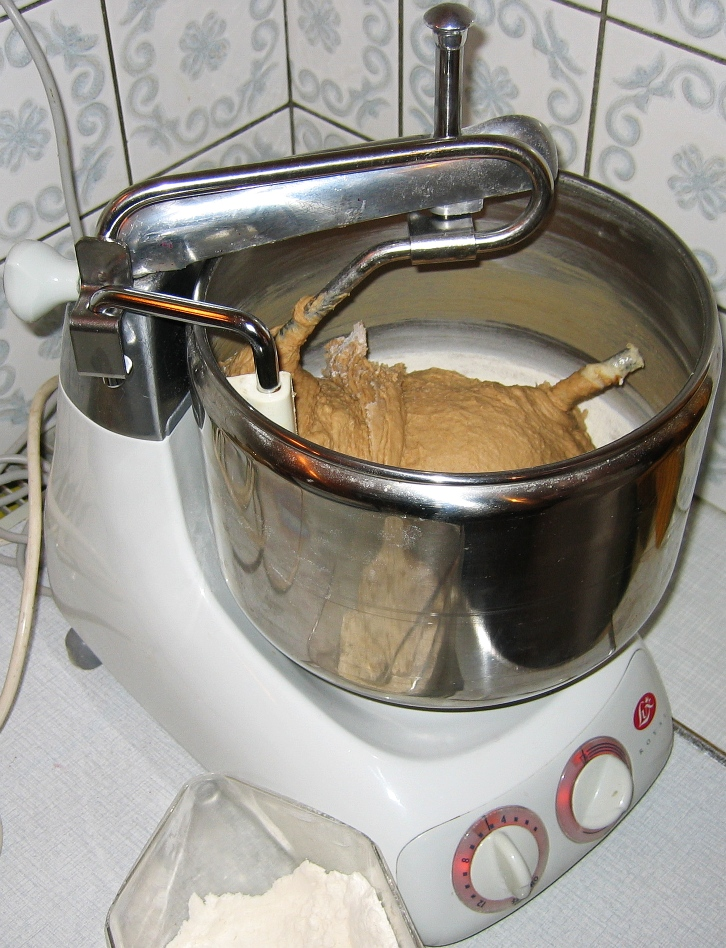
Küchenmaschine Lux mit rotierender Schüssel beim Kneten von Brotteig

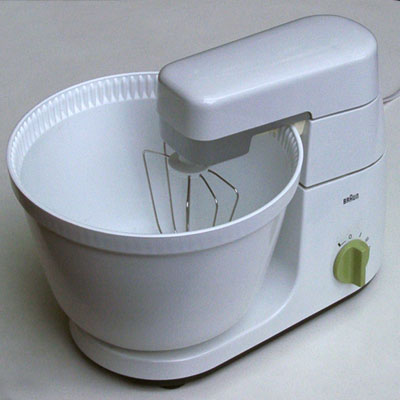
Küchenmaschine der 1960er und 1970er Jahre

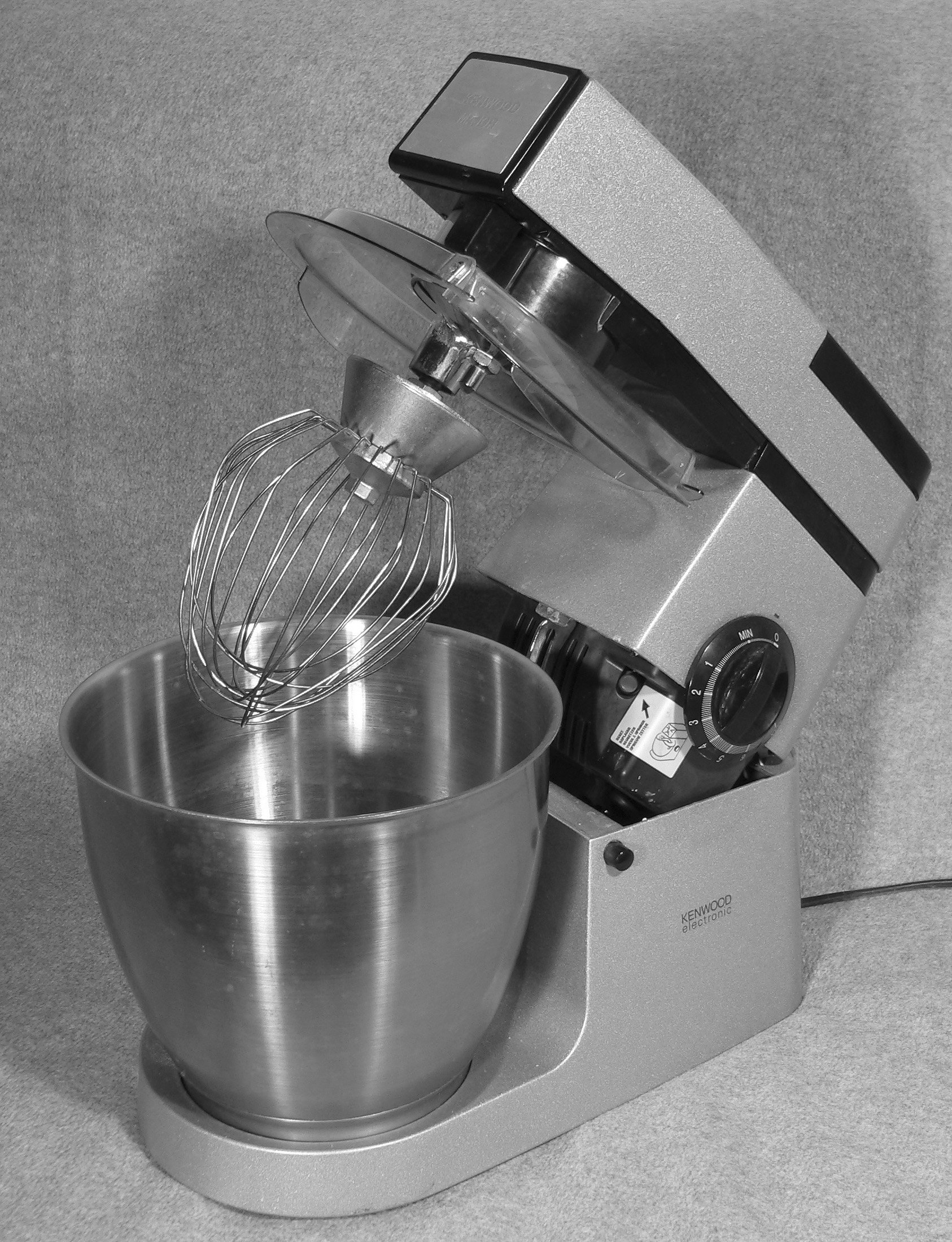
Semiprofessionelle Küchenmaschine Kenwood der 1990er Jahre

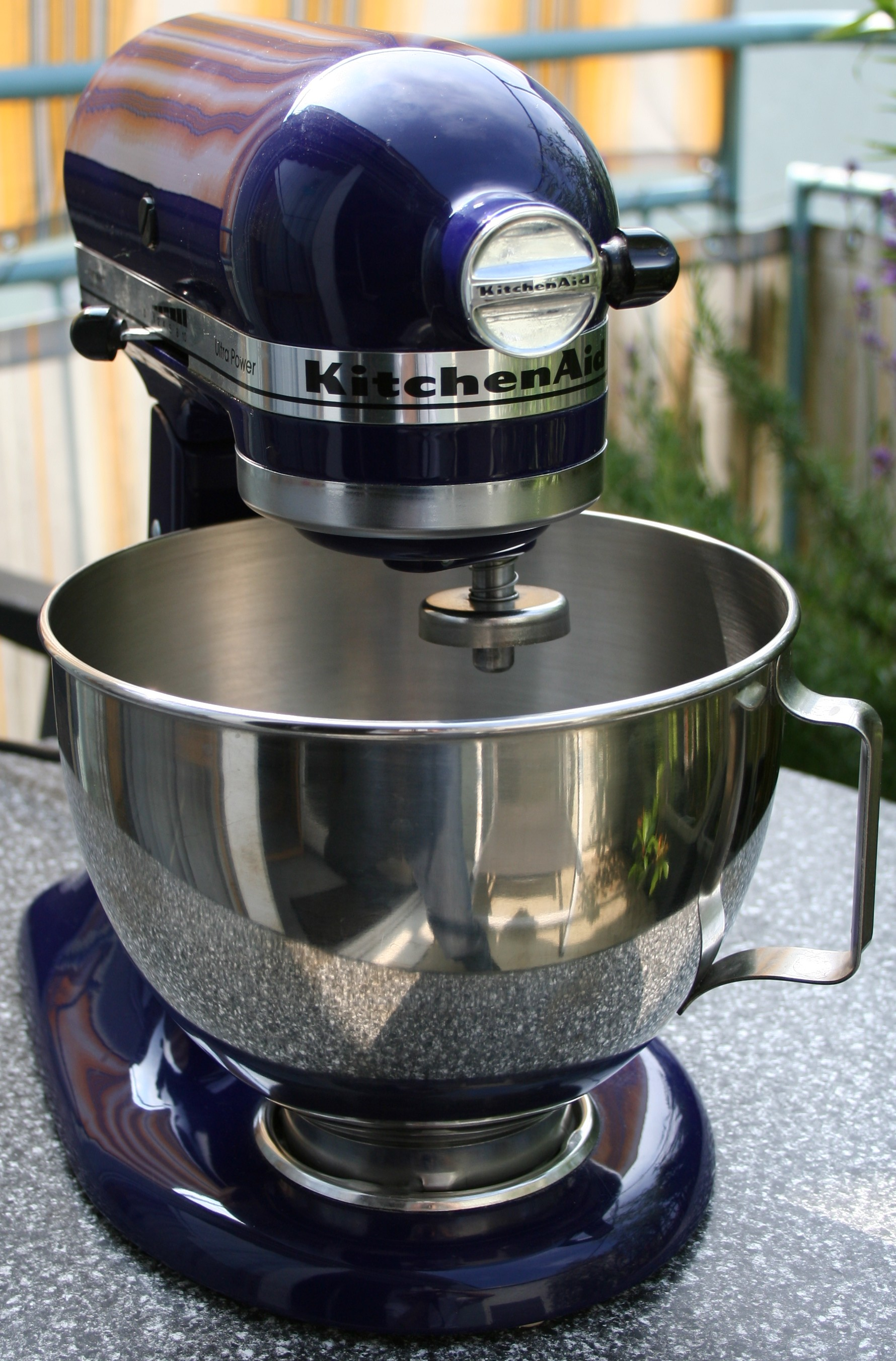
KitchenAid mit Rührschüssel

Eine Küchenmaschine ist ein mechanisches oder elektrisches Küchengerät u. a. zum Kneten, Rühren, Raspeln, Pürieren oder Entsaften. Moderne Geräte bestehen aus einer Grundeinheit mit einer Rühr- oder Auffangschüssel und verschiedenen Anbauteilen, beispielsweise Zerkleinerer, Mixaufsatz, Getreidemühle oder Saftpresse sowie verschiedenen Einsätzen (Schneid- und Raspelscheibe, Knethaken, Schlag- und Rührbesen).

## Historisch
Der Begriff Küchenmaschine wurde früher auch für andere Küchengeräte verwendet. Ursprünglich bezeichnete er mit Holz oder Kohle befeuerte Kochherde (Kochöfen). Diese großen, schweren Vorläufer der Küchenherde, hergestellt in Eisengießereien, entstanden ab Mitte bis Ende des 19. Jahrhunderts. Bezeichnet wurden sie zunächst als „Kochmaschinen“. Die weitere Entwicklung dieser „Maschinen“ führte zur Verwendung von (leichteren) Blechen und Emailplatten und zur Produktion in Herdfabriken. Dabei änderten sich auch die Begriffe.

## Jüngere Geschichte
Mit der Entwicklung moderner Küchengeräte, die nun zunehmend elektrisch angetrieben wurden, veraltete die Verwendung des Begriffs für Küchenherde. Als Küchenmaschinen wurden jetzt alle Küchengeräte bezeichnet, deren Mechanik annähernd einer Maschine entsprach. Geräte mit mehreren Funktionen, auch die Vorläufer der heutigen Küchenmaschinen, wurden „Universalküchenmaschinen“ genannt. Der heutige Begriff ist demgegenüber stark eingeengt und bezeichnet nur einen bestimmten Küchengerätetyp.
Als Unterart der Universalküchenmaschinen könnten auch Brotbackautomaten betrachtet werden. Diese besitzen angetriebene rotierende Teile (Maschineneigenschaft) und eine Vielzahl eingebauter Funktionen. Sie sind jedoch auf ein einziges, klar definiertes Endprodukt (Brote) festgelegt.
Im Gegensatz zu Handrührgeräten (Handmixern) und Pürierstäben sind Küchenmaschinen meist für den stationären Gebrauch ausgelegt. Einige Handrührgeräte können jedoch mit einem Tischständer und einer Rührschüssel (Zubehörteile) zu einem Standgerät ergänzt werden, so dass diese in kleineren Haushalten zusammen mit Pürierstab und entsprechendem Zubehör eine Küchenmaschine ersetzen können. Die Standfestigkeit der Maschinen bei der Arbeit kann durch Klemm- oder Saugvorrichtungen verbessert werden, schwerere Geräte erreichen allein durch ihr Eigengewicht genügend Standsicherheit.

## Werkzeuge und Funktionen
Die Bearbeitungswerkzeuge können scheiben-, trommel- oder kegelförmig sein. Einige Geräte erlauben das Aufstecken einzelner Knethaken oder Schneebesen. Rühr- oder Auffangschüsseln sind im Gerät integriert oder können abgenommen werden; teilweise sind eigene Werkzeuge fest eingebaut. Manche Zusatzgeräte sind komplette Einheiten (Fleischwolf, Saftpresse), die nur den Antrieb der Maschine nutzen. Die Drehzahl kann meist in mehreren Stufen oder stufenlos eingestellt werden. Auch eine Kochfunktion kann integriert sein.
Um alle Bereiche des Rührbehälters gleichermaßen zu erreichen, verfügen qualitativ hochwertige Küchenmaschinen über Mechanismen, die das Rührwerkzeug exzentrisch bewegen, etwa ein sogenanntes Planetenrührwerk.

## Handbetriebene Küchenmaschinen
Im Gegensatz zu elektrischen Küchenmaschinen, mit unterschiedlichen Funktionen, werden manuell betriebene Geräte meist nur für einen Zweck verwendet. Von einigen der hier genannten Geräte gibt es auch elektrische Varianten, die mit Strom oder Batterien betrieben werden. Anbei einige Beispiele:
- Kaffeemühle, sowie ähnlich aufgebaute Maschinen mit Mahlwerk, wie die Pfeffermühle und die Gewürzmühle
- Eiscrusher
- Flotte Lotte, manuelle Passiermühle
- Fleischwolf
- Mechanisches Handrührgerät
- „Minna“ mit Edelstahl-Einsatzscheiben zum Reiben, Schnitzeln, Raspeln sowie Saftpresse
- Mörser
- Salatschleuder
- Zitronenpresse

## Hersteller elektrischer Küchenmaschinen
- Ankarsrum Industries AB[1]
- Electrolux
- Braun
- Bosch
- Gastroback
- Kenwood
- KitchenAid
- Kohler
- Krups
- Moulinex

- T+T Peter Range (Mixi)
- Vorwerk (Thermomix)

historisch
- VEB Elektromaschinenbau Dresden: Lebensmittelzerkleinerer Multiboy
- Starmix (Electrostar)